# Hibbertia glabrisepala
Hibbertia glabrisepala är en tvåhjärtbladig växtart som beskrevs av Judith Roderick Wheeler. Hibbertia glabrisepala ingår i släktet Hibbertia och familjen Dilleniaceae. Inga underarter finns listade i Catalogue of Life.